# 広島県女子サッカーリーグ
広島県女子サッカーリーグは、日本の広島県に所在する女子（第5種）登録チームが参加する女子サッカーリーグである。

## 概要
日本全国の都道府県にある都道府県リーグのひとつであり、日本の女子サッカーリーグ編成において5部に相当する。
県リーグはAリーグとBリーグに分かれており、それぞれAリーグが1部、Bリーグが2部に相当する。
順位決定は1回戦総当り勝ち点制になっていて、1試合は前半30分、後半30分にて行う。なお、不戦敗の場合は勝ち点-3となる。
2014年度で第37回を迎える。

## リーグ昇格・降格

### ディビジョン入れ替え
- Aリーグ最下位のチームは、Bリーグ優勝チームとの入替で自動降格となる。
- Aリーグの最下位から2番目のチームは、Bリーグ2位のチームと入替戦が行われ、その勝者が翌年度のAリーグに昇格または残留する。

### 中国女子サッカーリーグへの昇格
Aリーグ成績上位3チーム中から上位から優先して2チームが中国女子サッカーリーグチャレンジ戦への参加権を得る。これは上位チームに中国リーグチャレンジ戦参加辞退がたとえ出ても、上位3位以内は必須条件となる。
チャレンジ戦は中国地方5県の県リーグ上位チームが参加するトーナメント戦で、上位2チームが中国女子サッカーリーグ入替戦に出場できる。
中国女子サッカーリーグ下位2チームとの入替戦に勝利すると、中国女子サッカーリーグへ昇格することが出来る。
チャレンジリーグ昇格などで中国リーグに欠員が出た場合は、チャレンジ戦優勝で自動昇格、チャレンジ戦2位が中国リーグ最下位と入替戦となる。

## 参加クラブ
2014年度

### Aリーグ
| チーム名                             | 備考                |
| ------------------------------------ | ------------------- |
| 廿日市FCレディース                   |                     |
| 広島文教女子大学サッカー部           | 前年度準優勝        |
| 広島フジタレディースサッカークラブ   |                     |
| FCバイエルンツネイシレディース       |                     |
| Vellatrix                            | 前年度Bリーグ準優勝 |
| レヴァリーズ広島FCマリット           |                     |
| 安芸府中フットボールクラブレディース | 前年度Bリーグ優勝   |
| 吉島レディースサッカークラブ         |                     |

### Bリーグ
| チーム名                           | 備考 |
| ---------------------------------- | ---- |
| 文教女子大学附属高等学校サッカー部 |      |
| 備後府中TAM-S EPL                  |      |
| 青崎サッカークラブHANAKO           |      |
| アンジュヴィオレ広島U-18           |      |
| 松竹苺アミーカ                     |      |
| 舟入体協女子サッカー部             |      |
| 広島女学院大学サッカー部           |      |

## リーグ戦結果

### Aリーグ
| 年度 | 回 | 優勝                               | 準優勝                           |
| ---- | -- | ---------------------------------- | -------------------------------- |
| 2005 | 28 | 青崎サッカークラブHANAKO           | 舟入体協女子サッカー部           |
| 2006 | 29 | Vellatrix                          | 舟入体協女子サッカー部           |
| 2007 | 30 | Vellatrix                          | 広島大学女子サッカー部           |
| 2008 | 31 | Vellatrix                          | 広島大学女子サッカー部           |
| 2009 | 32 | 備後府中TAM-S                      | Vellatrix                        |
| 2010 | 33 | Vellatrix                          | 備後府中TAM-S                    |
| 2011 | 34 | レヴァリーズ広島FCマリット         | Vellatrix                        |
| 2012 | 35 | アンジュヴィオレ広島               | 広島大学女子サッカー部           |
| 2013 | 36 | 広島大学女子サッカー部             | 広島文教女子大学サッカー部       |
| 2014 | 37 | 廿日市フットボールクラブレディース | 広島文教女子大学サッカー部       |
| 2015 | 38 | 文教女子大学附属高等学校サッカー部 | アンジュヴィオレ広島U-18         |
| 2016 | 39 | アンジュヴィオレ広島U-18           | 広島文教女子大学サッカー部       |
| 2017 | 40 | 広島大学女子サッカー部             | 広島文教女子大学サッカー部       |
| 2018 | 41 | 広島文教女子大学サッカー部         | FCバイエルンツネイシ・レディース |

### Bリーグ
| 年度 | 回 | 優勝                                 | 準優勝                               |
| ---- | -- | ------------------------------------ | ------------------------------------ |
| 2005 | 28 | Vellatrix                            | 広島大学女子サッカー部               |
| 2006 | 29 | 廿日市フットボールクラブジュニア     | 中野東フットボールクラブ             |
| 2007 | 30 | 備後府中TAM-S                        | 安芸府中フットボールクラブレディース |
| 2008 | 31 | サンフレッチェ常石レディース         | 文教女子大学附属高等学校サッカー部   |
| 2009 | 32 | 青崎サッカークラブHANAKO             | 舟入体協女子サッカー部               |
| 2010 | 33 | レヴァリーズ広島FCマリット           | 吉島レディースサッカークラブ         |
| 2011 | 34 | 広島文教女子大学サッカー部           | 舟入体協女子サッカー部               |
| 2012 | 35 | FCバイエルンツネイシ・レディース     | 舟入体協女子サッカー部               |
| 2013 | 36 | 安芸府中フットボールクラブレディース | Vellatrix                            |
| 2014 | 37 | 文教女子大学附属高等学校サッカー部   | アンジュヴィオレ広島U-18             |
| 2015 | 38 | 青崎サッカークラブHANAKO             | 備後府中TAM-S EPL                    |
| 2016 | 39 | 広島経済大学女子サッカー部           | 吉島レディースサッカークラブ         |
| 2017 | 40 | 山陽高等学校女子サッカー部           | シーガル広島レディース               |
| 2018 | 41 | アンジュヴィオレBINGO                | アンジュヴィオレ広島U-15             |

注
1. ↑  サンフレッチェ常石レディースは2012年にFCバイエルンツネイシ・レディースに変わった[4]。

### 補足
1. ↑  気温30度以上の場合は15分で給水タイムが有る。